# قانون الجرائم المرتكبة ضد أتاتورك

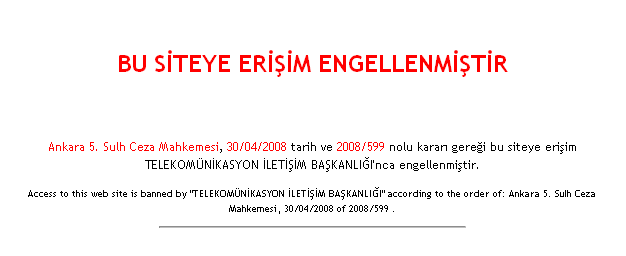
بموجب القانون رقم 5816، تم حظر الوصول إلى موقع YouTube من 2007 إلى 2010.

القانون على الجرائم المرتكبة ضد أتاتورك (يالتركية: Atatürk Aleyhine İşlenen Suçlar Hakkında Kanun)، أو قانون حماية أتاتورك (بالتركية: Atatürk'ü Koruma Kanunu) كما يعرف في وسائل الإعلام التركية، هو القانون الذي اعتمد في 31 يوليو/ تموز 1951 في الجمهورية التركية، ويتعلق بالجرائم المرتكبة ضد مؤسس الجمهورية التركية ورئيسها الأول مصطفى كمال أتاتورك .
أصُدر القانون الحزب الديمقراطي ضد الهجمات المرتكبة على تماثيل أتاتورك وذكراه.
وبموجب هذا القانون تم عام 2007، حجب الوصول إلى مواقع يوتيوب والعديد من المواقع الإلكترونية في تركيا. وفي نوفمبر/ تشرين الثاني 2010، أزالت جوجل مقاطع فيديو تنتهك هذا القانون بطلب من محكمة تركية.

## مواد القانون
1. يعاقب بالسجن لمدة تتراوح بين سنة وثلاث سنوات كل من يهين علنا أو ينتهك ذكرى أتاتورك. ويعاقب بالسجن لمدة تتراوح بين سنة وخمس سنوات كل من يحاول تخريب أو ينتهك النصب التذكارية التي تمثل أتاتورك أو قبره. كما يعاقب المحرضون على ارتكاب هذا النوع من الجرائم الواردة في الفقرات أعلاه مثل مرتكبها.
2. إذا ارتكبت الجرائم المنصوص عليها في المادة الأولى من قبل شخصين أو أكثر جماعيا أو في أماكن عامة أو عن طريق الصحافة، تزيد العقوبة بمقدار النصف.
3. تقوم النيابات العامة وبشكل فوري بمتابعة الجرائم المنصوص عليها في هذا القانون.
4. يدخل هذا القانون حيز التنفيذ اعتبارًا من تاريخ نشره (في الجريدة الرسمية).
5. يشرف وزير العدل على تنفيذ مضمون هذا القانون.